# Mariabrunn (Heidenheim)

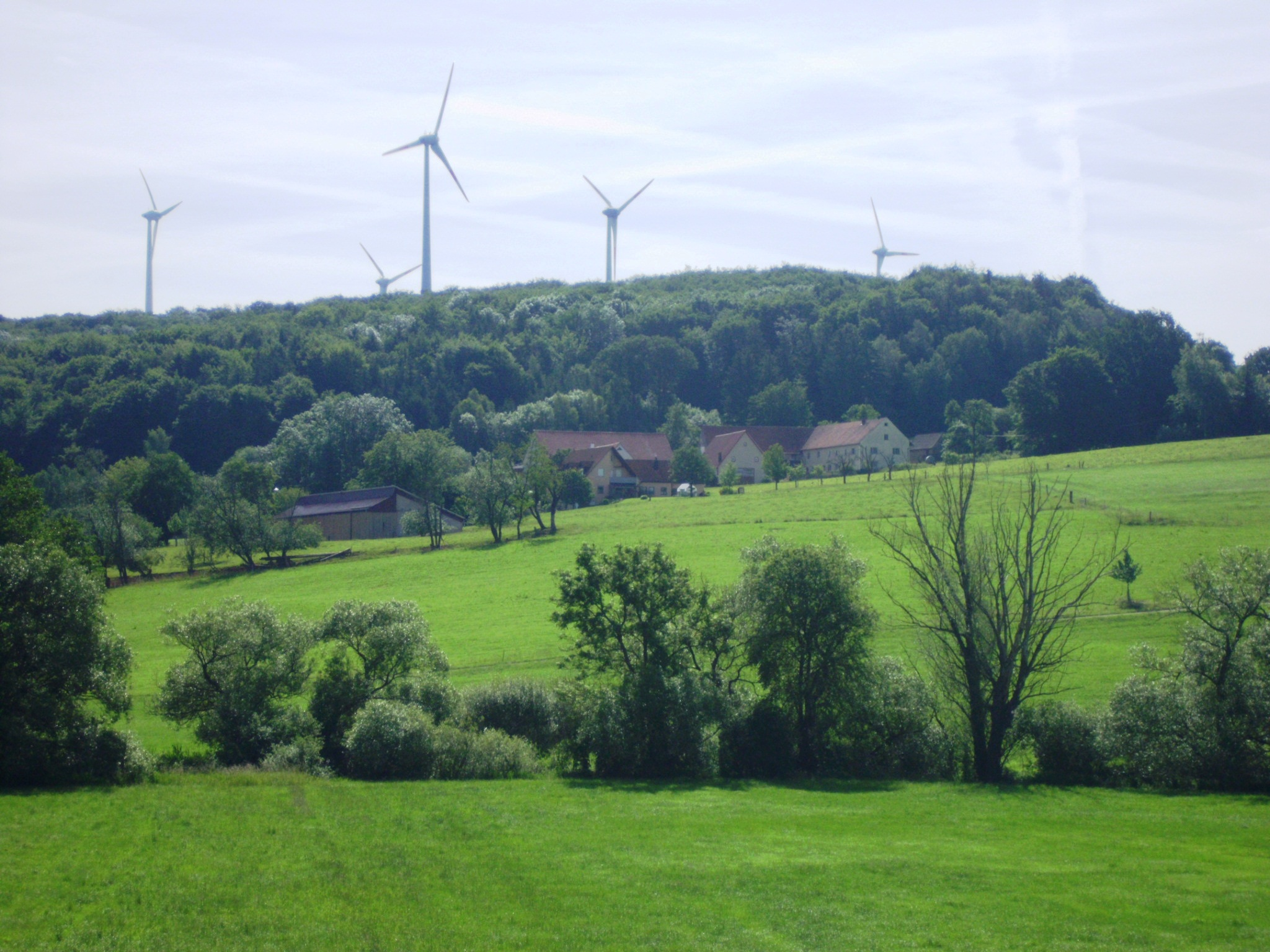
Mariabrunn am Schildberg

Mariabrunn ist ein Gemeindeteil des Marktes Heidenheim im Landkreis Weißenburg-Gunzenhausen (Mittelfranken, Bayern). Mariabrunn liegt in der Gemarkung Heidenheim.

## Geographische Lage
Die Einöde Mariabrunn liegt in der Fränkischen Alb circa 1,5 Kilometer südlich von Heidenheim und etwa 400 Meter östlich der Staatsstraße 2384, von der aus der Weiler durch eine Verbindungsstraße erreichbar ist, am Fuß des bewaldeten Schildberges.

## Geschichte
In unmittelbarer Nähe, im „Mauerfeld“ und am „Zollnersbuck“, wurde römisches Mauerwerk aufgedeckt sowie römische Münzen und „Dachziegel und Scherben von starken, sehr gut gebrannten römischen Kochtöpfen“ gefunden. Heinrich Eidam († 1934), Streckenkommissar der Reichs-Limeskommission, vermutete, dass hier ein römischer Gutshof stand.
Gabriel Kellner/Kelner, Mönchspriester des nahen Klosters Heidenheim, ließ im Jahre 1423 unter Abt Albert Pflant (reg. 1417–1427) auf Klostergrund, aber auf eigene Kosten, am Fußweg vom Kloster nach Eggenthal eine Kapelle errichten, mit der Absicht, hier eine Wallfahrt zu installieren. Noch im gleichen Jahr ging die Kapelle in den Klosterbesitz über; die Inkorporation genehmigte Papst Martin V. Der Name deutet an, dass es sich um ein Marienheiligtum handelte, auch wenn von einem ursprünglichen Gnadenbild nichts überliefert ist und auch jegliche Wunderberichte fehlen. 1462 stiftete Utz Ottlein, Sohn des Obereigentümers des nahen Kreuthofs zu seinem Seelenheim eine „ewige Kuh“ zugunsten der Wallfahrt Mariabrunn; Milch und Kälber konnte zwar der jeweilige Kreutbauer, bei dem die Kuh einstand, nutzen, hatte aber im Falle des Verendens die Kuh zu ersetzen und jährlich ein Reichnis von einem Pfund Wachs an die Wallfahrt zu leisten.
Unter Abt Eberhard von Mulfingen (reg. 1446–1482) wurde wohl 1450 eine neue Wallfahrtskirche errichtet und 1472 wurde Mariabrunn zur Propstei des Klosters durch Papst Sixtus V. erhoben. Die Propstei war mit Feldern ausgestattet, die zu Eggenthal gehört hatten; außerdem sind für den Zeitraum 1448 bis 1534 mehrere Zukäufe und Stiftungen für die Kapelle Mariabrunn nachgewiesen. Nachfolge-Abt Peter Hagen (reg. 1482–1500) betreute lange Jahre die Wallfahrt. 1510 war davon die Rede, dass ein „Meister Gall von Hechling“ unter Abt Christoph Mundscheller/Mutschiller/Modschiller (reg. 1500–1528) ein größeres Haus „gen Mariabrunn“, sicherlich die Propstei, erbaut hat. Verehrt wurde jetzt eine von ihm angeschaffte, bemalte Tonfigur der Muttergottes, ein Werk des Hafners Vogel in Dietfurt (bei Treuchtlingen). Gefasst wurde sie wohl von Meister Hansen dem Alten aus Oettingen.
Unter dem von Ansbach ernannten Titularabt Balthasar Rößner/Rosner/Rösler (reg. 1529–1537) wurde um 1535 die Reformation eingeführt, was das Ende der Wallfahrt bedeutete. Er starb 1550 als Propst in Mariabrunn, wohin er 1537, drei Jahre nach seiner (ersten) Verheiratung, durch die Regierung von Ansbach versetzt worden war. Die durch die Reformation ihrem Verwendungszweck entledigte Kirche „aus Quadern und einem hohen Turm aus glasierten Ziegeln“ verwahrloste und wurde bereits 1551 als baufällig bezeichnet.
Der nächste und letzte Propst von Mariabrunn, der ehemalige Heidenheimer Konventuale Petrus Eck aus Weißenburg, verwaltete das Bauerngut Mariabrunn. Nach einer Festsetzung von 1535 durfte der Propst von Mariabrunn höchstens 14 Rinder halten. – mit dem zugehörigen Wald von 73 Morgen bis zu seinem Tod am 25. Februar 1570.
Heute findet sich keine Spur mehr von der ehemaligen Wallfahrtskirche. Zwei Bauernanwesen, die sich als Halbhöfe aus dem Prioratshof heraus entwickelt hatten und bis zur Säkularisation zum Ansbachischen Oberamt Hohentrüdingen gehörten, kamen 1806 an Bayern. Sie bilden den heutigen Heidenheimer Gemeindeteil „Mariabrunn“ (früher auch „Mergenbronn“). Im Jahre 1824 zählte man auf den beiden Höfen elf, 1950 16 Einwohner, Mitte 2011 zehn Einwohner.

## Sonstiges
Es gibt einige historische Obstsorten um Mariabrunn, so z. B. die Sorte „Brauner Matapfel“ mit drei alten, um 1870 gepflanzten Exemplaren. Dies sind derzeit (2019) die letzten bekannten Altbäume in ganz Franken.